# MV Imperial Eagle
L'Imperial Eagle est un paquebot, construit en 1938 à Sunderland en Angleterre. Il fut exploité au Royaume-Uni, puis à Malte, avant d'être désarmé. Il fut coulé en 1999 au large de Qawra, à une profondeur de 42 mètres, pour devenir une épave artificielle. C'est aujourd'hui l'une des épaves les plus renommés de l'archipel.

## Histoire
Le New Royal Lady a été livré en 1938 pour remplacer le Royal Lady. Construit comme son prédécesseur, par le chantier John Crown & Sons, à Sunderland, il était plus grand et plus rapide. Son commanditaire Thomas Round est décédé pendant sa construction, et le New Royal Lady a été livré à son fils, John C.Round. Il était  utilisé pour des rotations quotidiennes vers Scarborough, et sa vitesse supérieure de 14 nœuds lui permettait d'effectuer occasionnellement des croisières plus longues vers Bridlington et Whitby. Comme son prédécesseur le Royal Lady, ses cheminées jaunes, avec des bandes rouges, blanches et bleues plutôt voyantes, lui servaient d'emblème.
Le New Royal Lady ne put effectuer que deux saisons touristiques à Scarborough avant le début de la Seconde Guerre mondiale. Il fut réquisitionné par la Royal Navy en 1940 pour des missions de transport. Racheté par la Mowt en 1942, et géré par Fraser & Wright, il fut rattaché en 1944 à l'US Navy. Le New Royal Lady a été revendu à ses propriétaires en 1946, puis  l'année suivante à John Hall de Kirkaldy, pour des traversées sur le Firth of Forth. Plus tard la même année, il fut cédé à la General Steam Navigation (GSN) et rebaptisé Crested Eagle.  Il effectua alors sous ce nom des traversées sur la Tamise de Londres à Gravesend et Southend, ainsi que des excursions sur les docks de Londres. À partir de 1952, il fut basé à Ramsgate pour effectuer de courtes traversées. En 1956, le Crested Eagle effectue une rotation quotidienne entre Gravesend, Southend et Clacton et en 1957, Campbell l’affrète pour des croisières sur la côte sud. Il effectue des traversées quotidiennes de Eastbourne à Hastings, sauf le vendredi où il navigue de Brighton à Shanklin (île de Wight).
En 1957, il est racheté par E Zammit & Co (Malte) et renommé Imperial Eagle. Il assure alors la liaison entre Malte et Gozo jusqu'en mars 1968 et occasionnellement des traversées vers la Sicile malgré ses piètres performances hauturières. Revendu à Sunny & Mary Pisani (Gozo) en 1968, il est alors utilisé pour transporter des marchandises et des animaux de Gozo à La Valette. Il finit sa carrière en rouillant pendant une dizaine d'années dans le port de Mġarr (Gozo) avant d'être finalement remorqué dans le port de La Valette port où, en partie vandalisé, il finit par couler au mouillage.
Racheté en novembre 1995 par une association de plongeurs, pour être transformé en épave artificielle, l'Imperial Eagle est finalement sabordé, le 19 juillet 1999, après des années de formalités administratives, au large de Qawra, sur la côte nord de l'île. Il repose à présent sur un fond sableux dans la zone des 40 mètres.

## La plongée

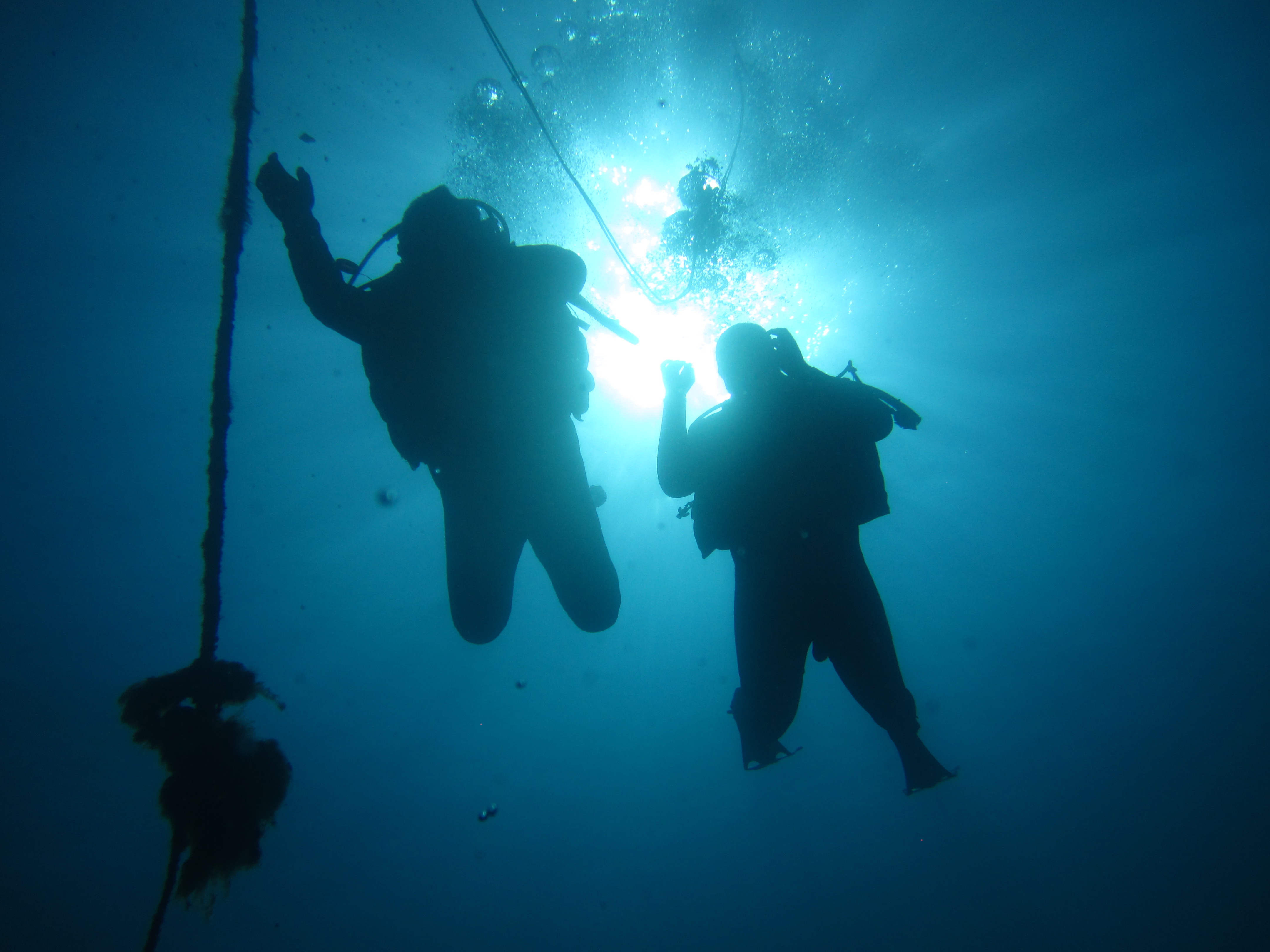
La descente sur l'épave

L'Imperial Eagle est posé à plat sur un fond sableux à une profondeur de 42 mètres. C'est une plongée carrée, qui nécessite un bateau; ce qui est relativement peu commun dans l'archipel maltais. La majorité des sites, y compris les épaves profondes, sont en effet accessibles du bord, avec des profils de plongée moins contraignants, ce qui permet une décompression progressive en remontant le long du récif côtier.
L'accès se fait de St Julian's, Sliema ou Saint Paul's Bay, qui sont à quelques dizaines de minutes en bateau. Le site n'est praticable qu'avec une absence totale de vent. Celui du nord, qui est le plus courant à Malte, peut provoquer une houle importante dans cette zone sans protection.  
Le site est repéré par une bouée qui permet une descente directe sur la zone des 30-40 mètres, sans mouiller d'ancre. Elle permet un accès rapide à la proue de l'épave, qui peut être contournée par bâbord. À ce niveau le fond de sable se situe à peu près à 40 mètres.  
La coque est bien conservée, à l'exception de la partie bâbord de la proue, qui s'est effondrée et lui donne un aspect fantomatique, notamment lorsqu'on la regarde face à l'étrave. Les parties les plus intéressantes sont les coursives, les ponts passagers (en raison des nombreux bancs de poissons, qu'ils abritent), l'hélice et  le safran (qui sont tous les deux intacts) et la cheminée arrière. La partie la plus emblématique de l'épave est la barre de gouverne qui est visible sur le pont, à la suite de la disparition de la partie avant de la passerelle.   
En quittant l'épave face à l'étrave, on obtient une perspective intéressante sur l'ensemble du bateau. On peut ensuite remonter doucement sur un amas rocheux recouvert d'un herbier de posidonies, qui héberge de très implorants bancs de castagnoles. En suivant ce récif, on atteint rapidement une autre icône de la plongée à Malte : Kristu l-Bahar (le christ marin).  
La statue de 13 tonnes de fibre de verre recouverte de béton, a été conçue par le sculpteur Alfred Camilleri Cauchi. Elle a été commandée par un comité de plongeurs maltais pour commémorer la visite du pape Jean-Paul II à Malte. D'abord immergée à proximité des îles de Saint-Paul, le 26 mai 1990, elle fut déplacée en juillet 1999 sur le site de l'Imperial Eagle, au large de Qawra.   

## Galerie

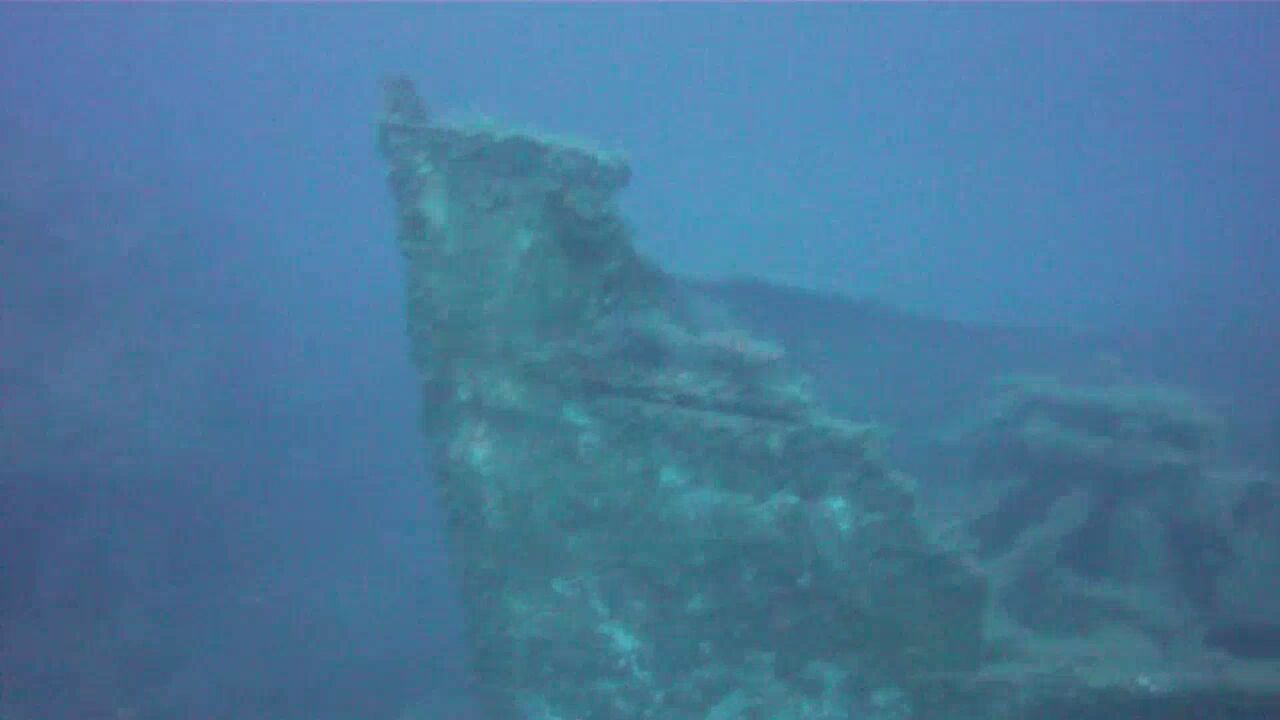
L'arrivée sur la proue
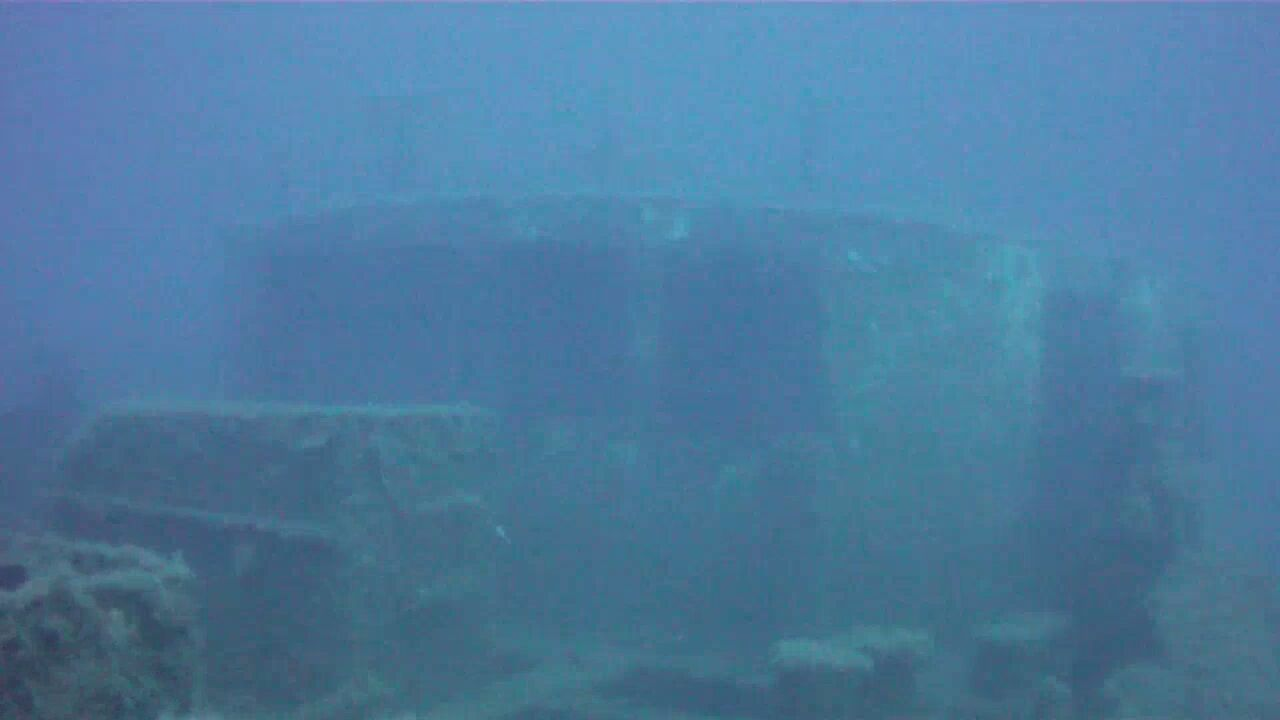
L'épave vue de l'avant
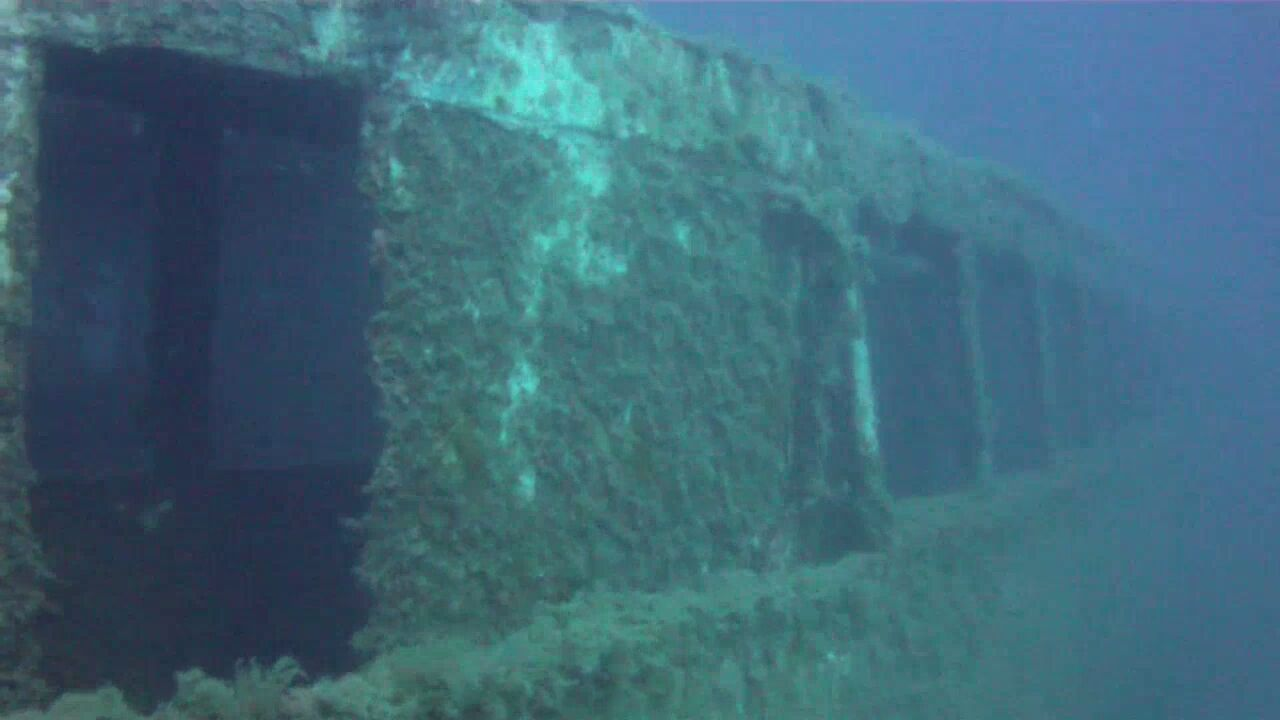
L'épave vue de bâbord
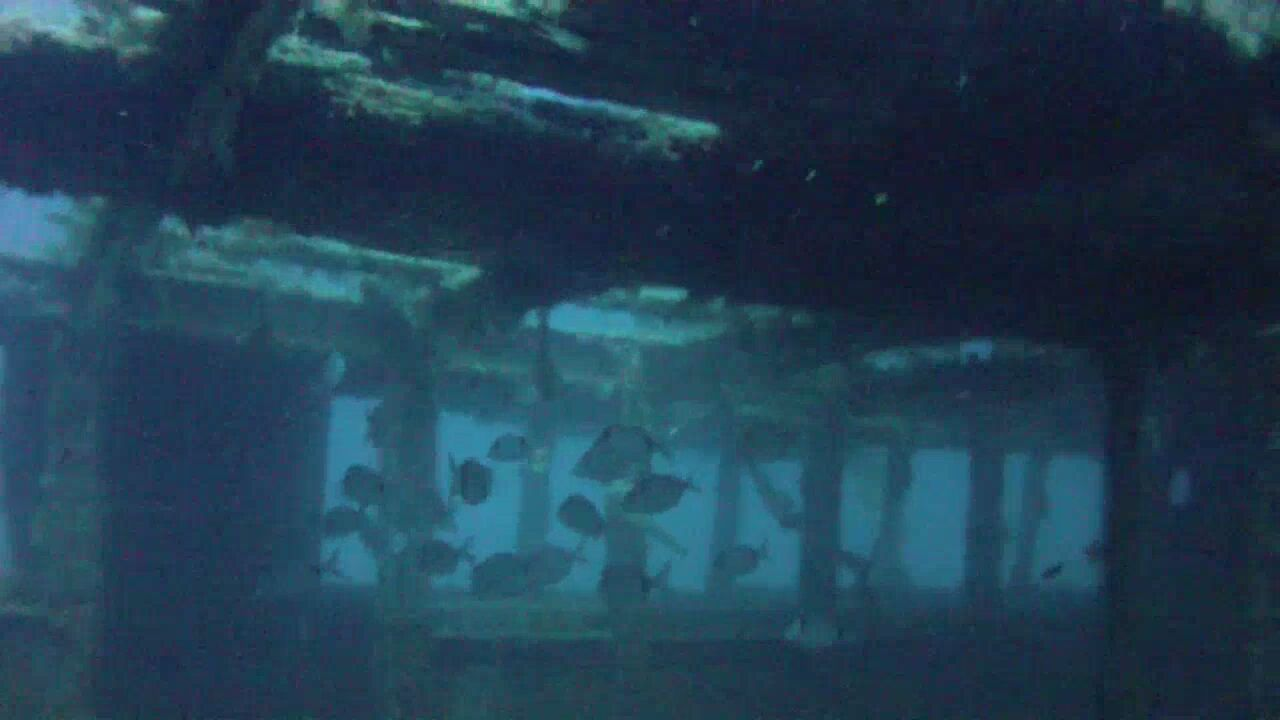
Un banc de sars à l'intérieur de l'épave
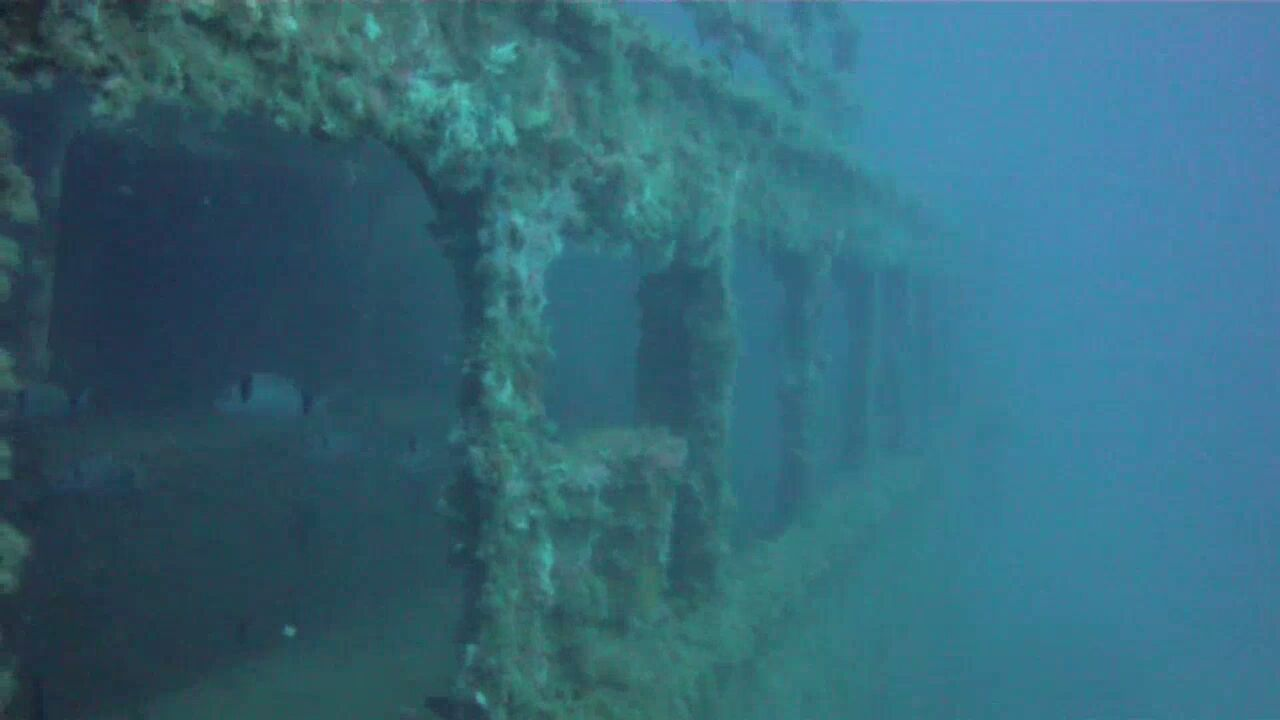
Les coursives vue de bâbord
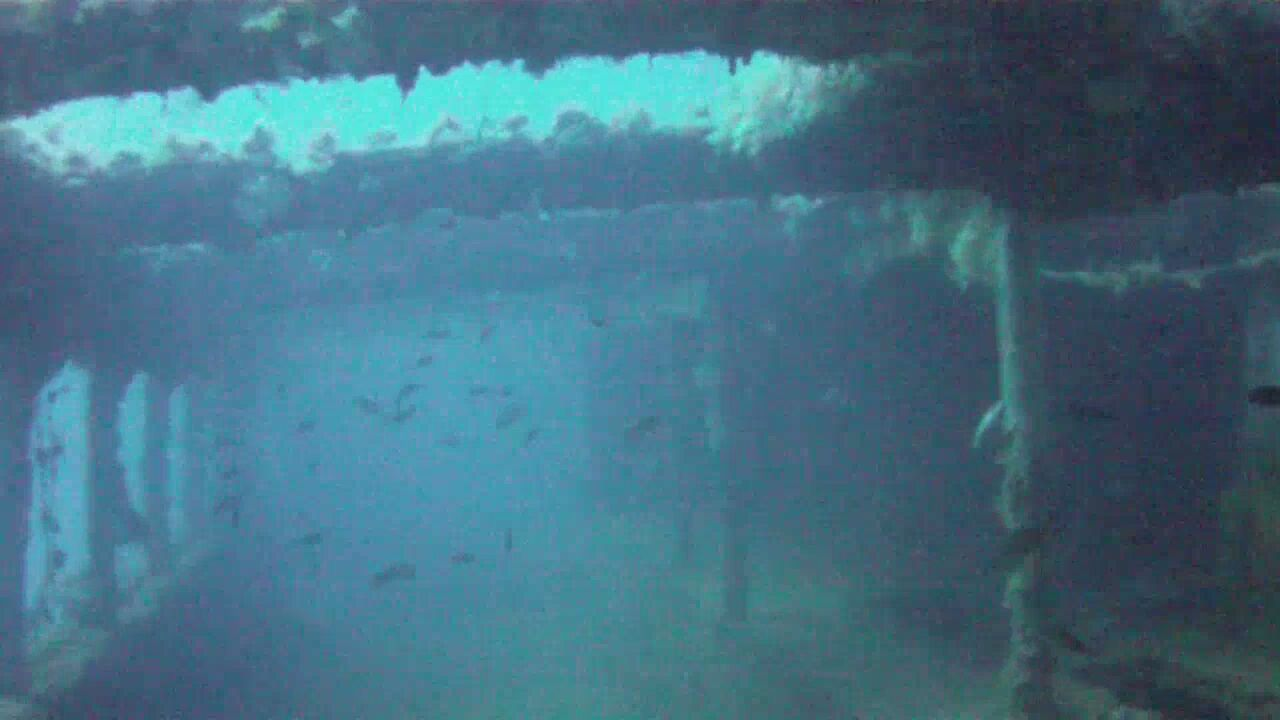
A l'intérieur des coursives
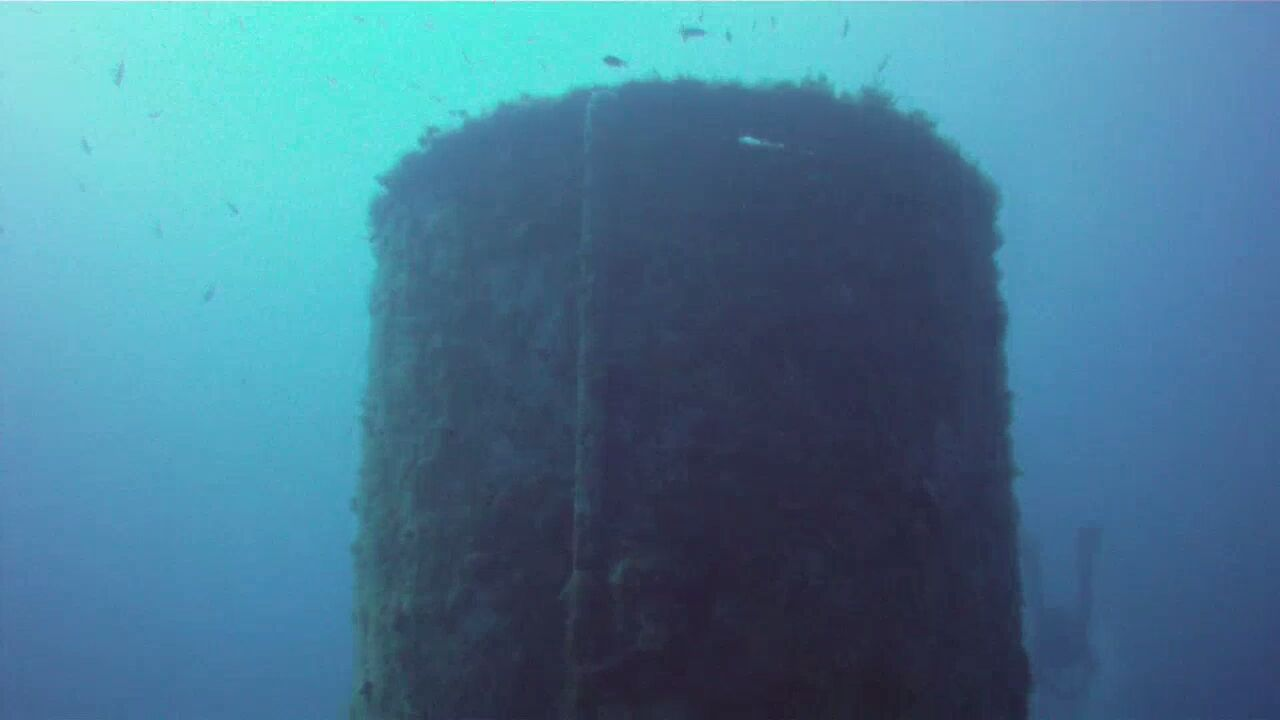
La cheminée
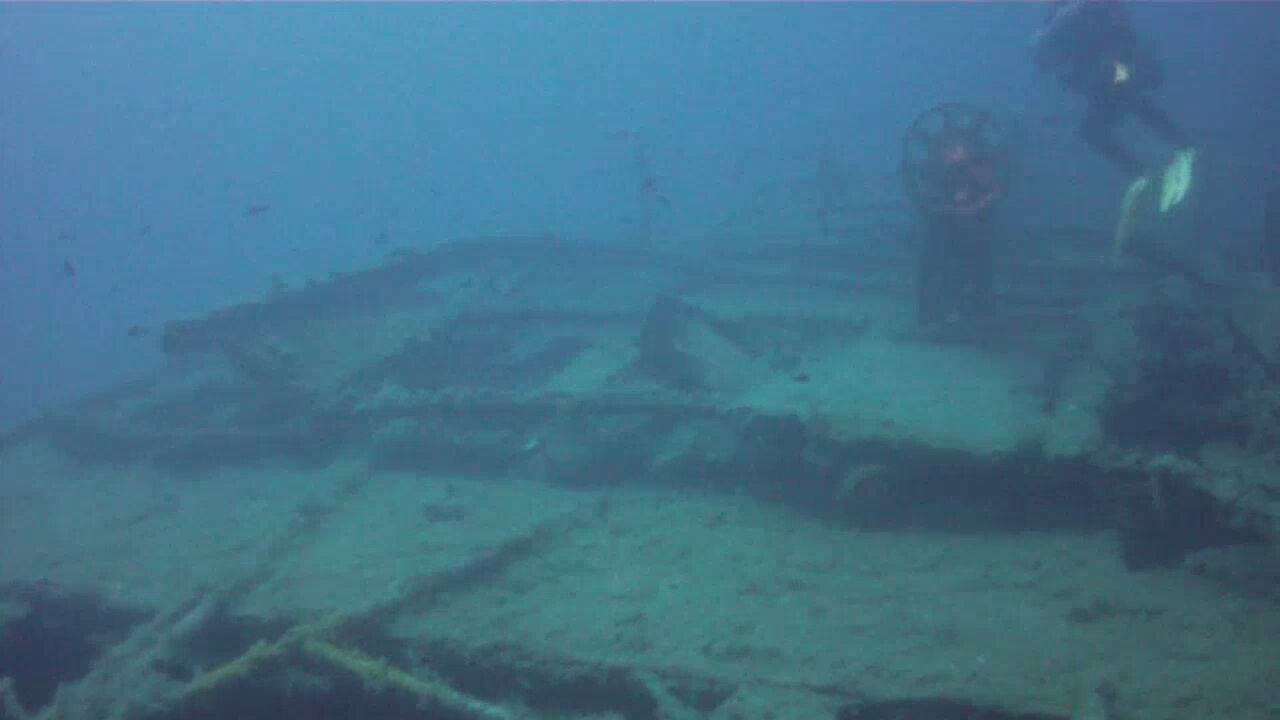
La passerelle avec la barre en arrière-plan
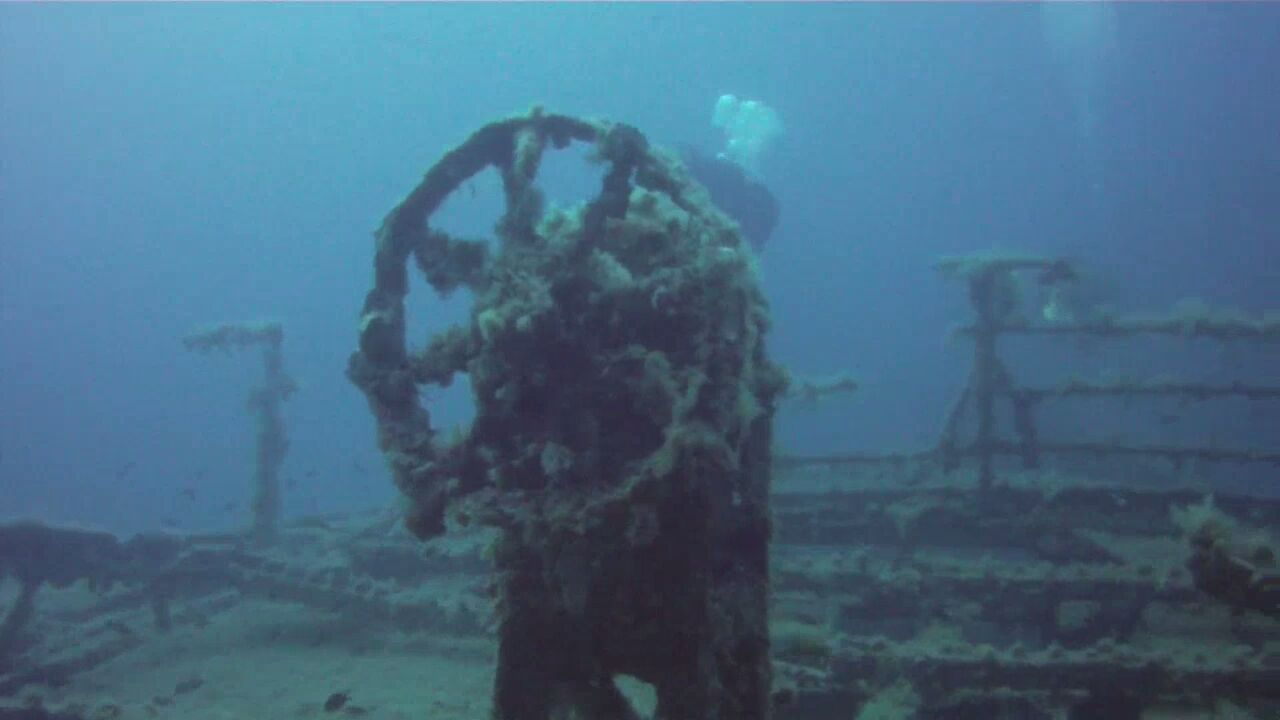
La barre de gouverne
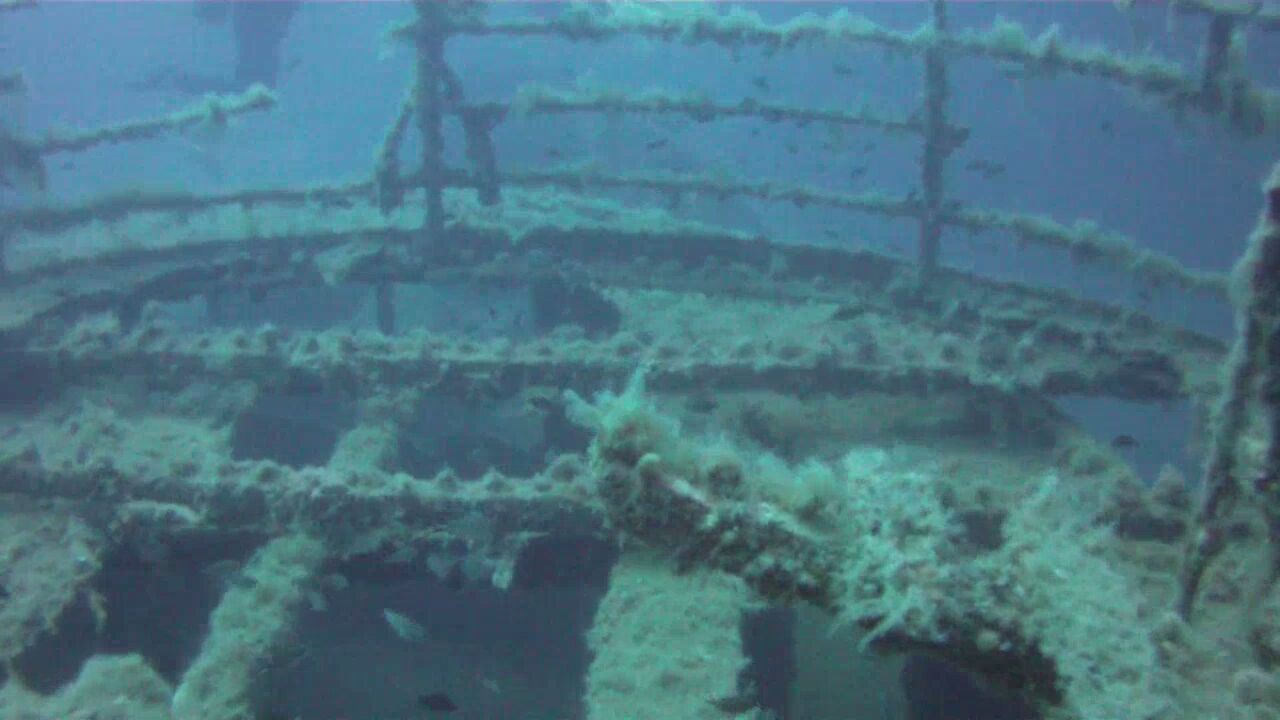
La passerelle
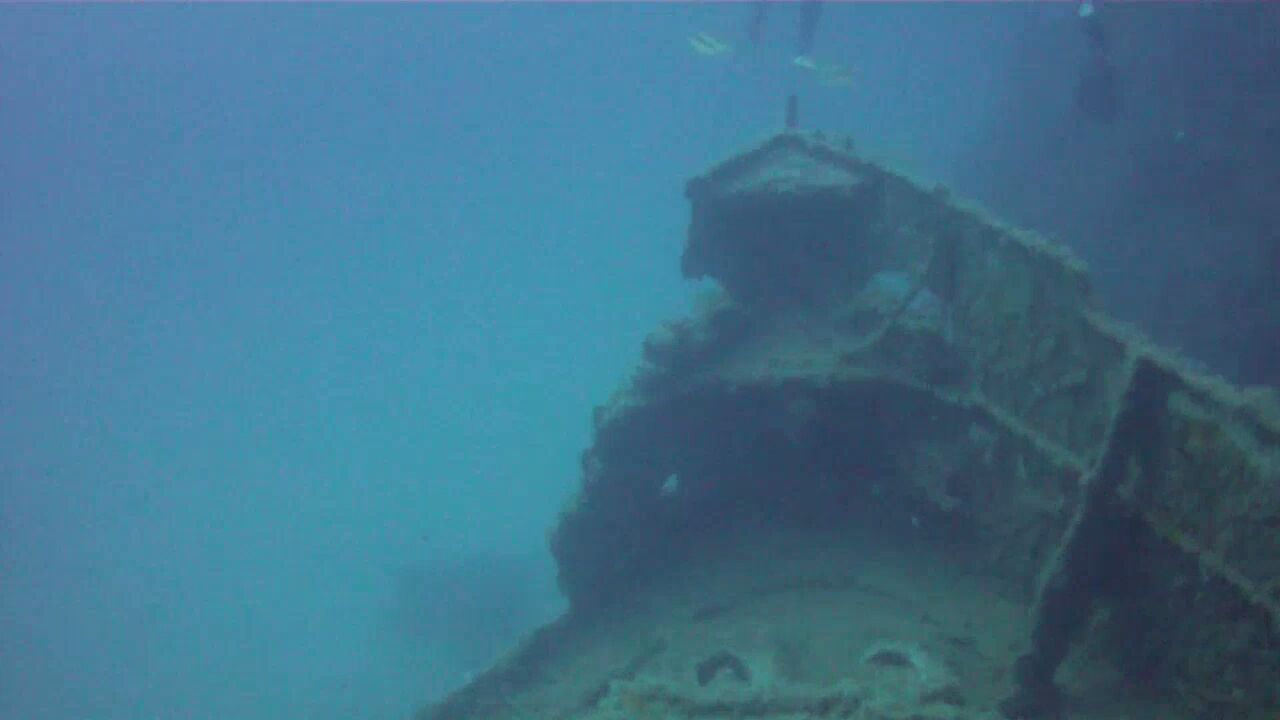
La proue vue de la passerelle
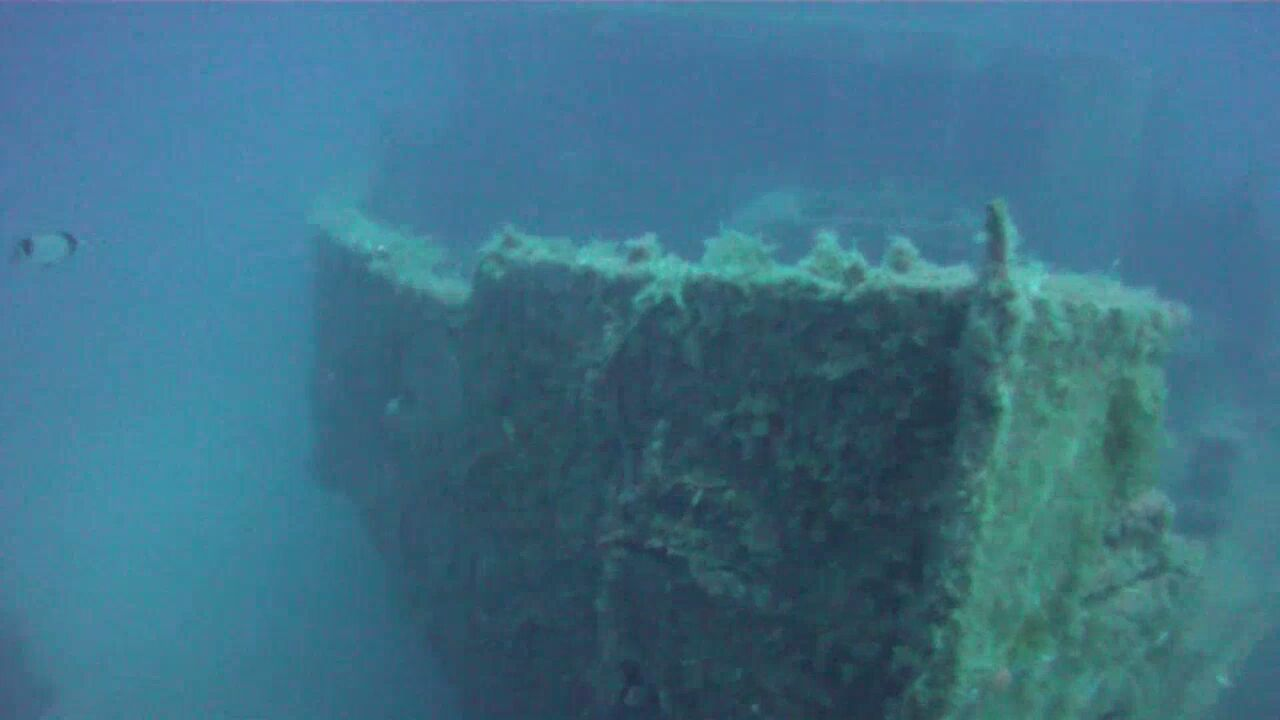
La proue
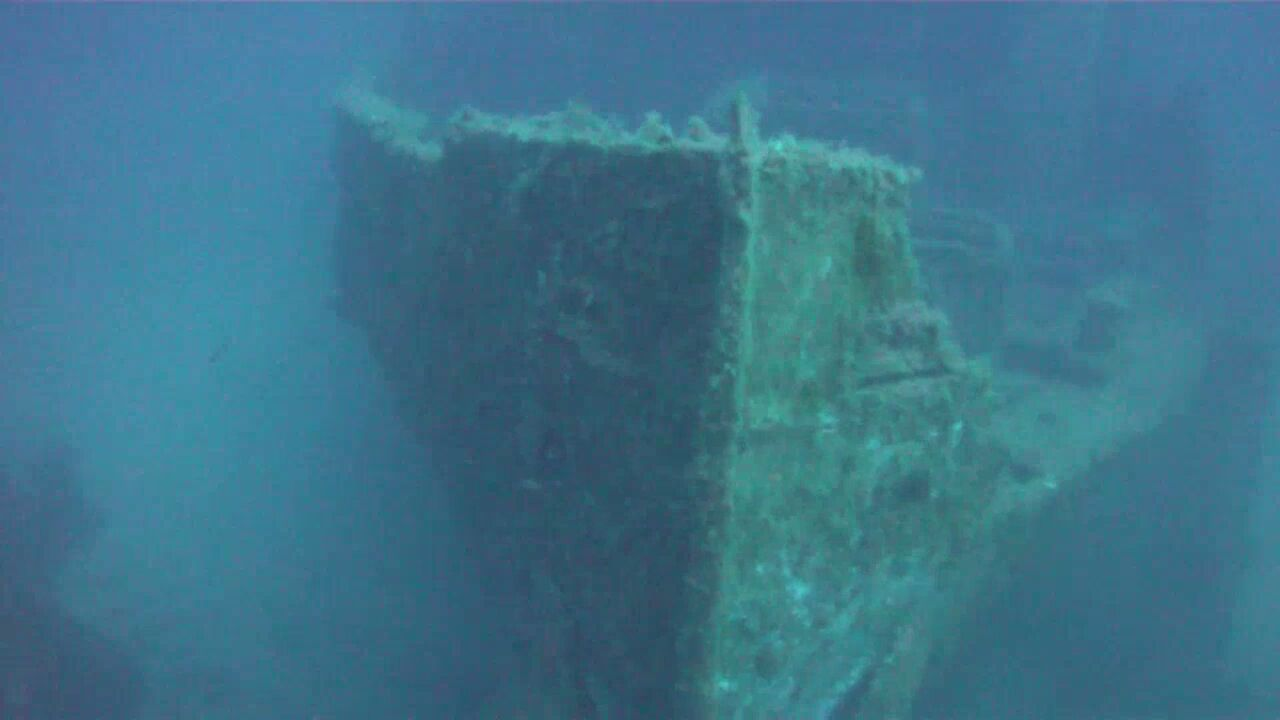
L'étrave
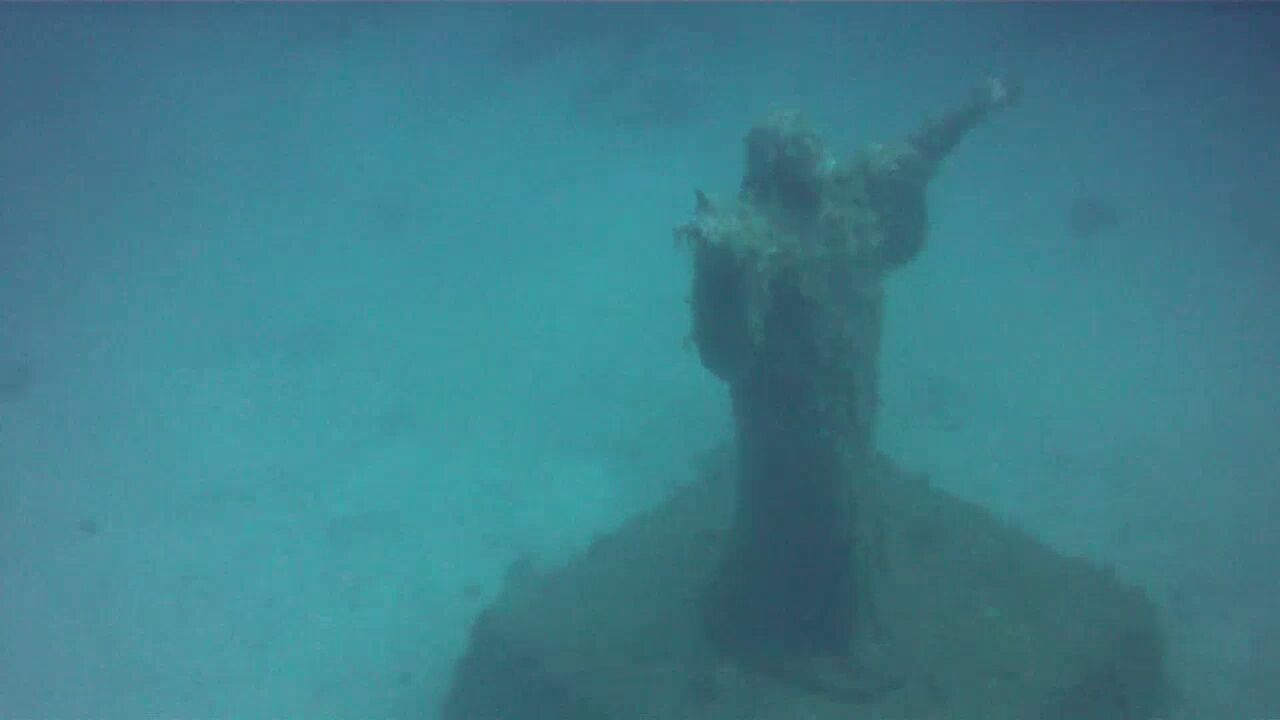
La sculpture du christ marin à proximité
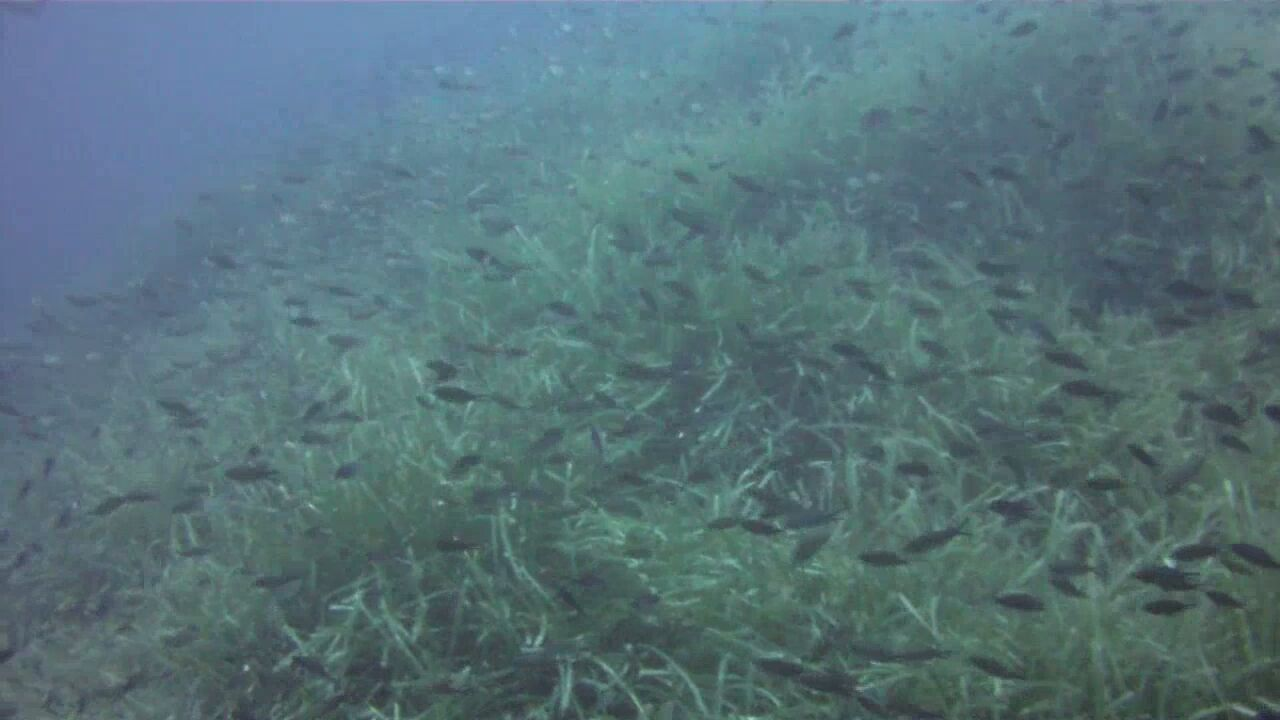
L'herbier couvert de catagnoles
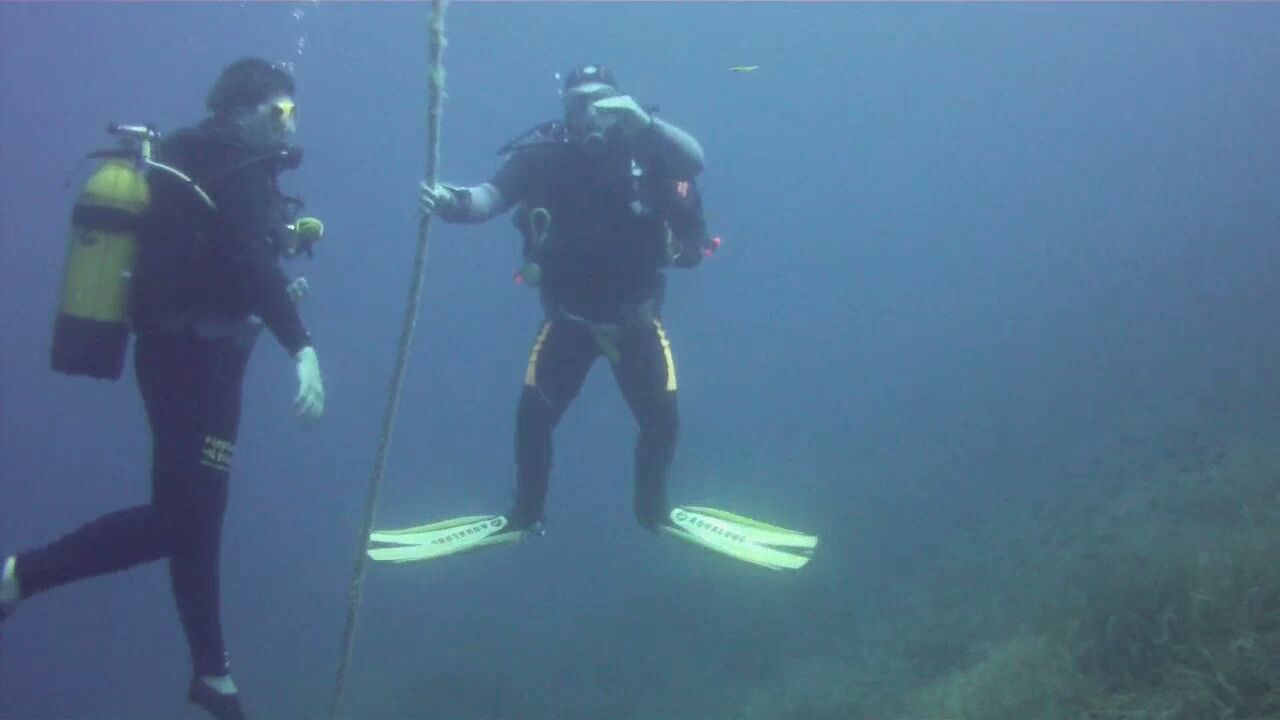
Les consignes pour le palier

## Vidéothèque
- « Plongée sur l'Imperial Eagle » (juin 2013)